# Тандилашвили, Гайоз Николаевич
Гайоз Николаевич Тандилашвили (1925 год, село Шрома, Сигнахский уезд, ССР Грузия) — звеньевой колхоза «Шрома» Лагодехского района, Грузинская ССР. Герой Социалистического Труда (1949).

## Биография
Родился в 1925 году в крестьянской семье в селе Шрома Сигнахского уезда. С конца 1930-х годов трудился в колхозе «Шрома» Лагодехского района. Во время Великой Отечественной войны участвовал в оборонительных мероприятиях, за что был награждён боевой медалью «За оборону Кавказа». В послевоенные годы назначен звеньевым табаководов. За высокие трудовые результаты в табаководстве в 1947 году награждён Орденом Трудового Красного Знамени.
В 1948 году звено под его руководством собрало в среднем с каждого гектара по 28,9 центнеров табака сорта «Трапезонд» на участке площадью 3 гектара. Указом Президиума Верховного Совета СССР от 5 августа 1949 года удостоен звания Героя Социалистического Труда за «получение высоких урожаев кукурузы и табака в 1949 году» с вручением ордена Ленина и золотой медали «Серп и Молот» (№ 4223).
Этим же указом званием Героя Социалистического Труда были награждены четверо тружеников колхоза «Шрома» Лагодехского района (в том числе Алексей Иванович Мадзгарашвили, Евгения Сабановна Хмаладзе).
За выдающиеся трудовые достижения по итогам 1949 года награждён вторым Орденом Ленина.
После выхода на пенсию проживал в родном селе Шрома. С 1987 года — персональный пенсионер союзного значения.
Награды
- Герой Социалистического Труда
- Орден Ленина — дважды (1949; 03.07.1950)
- Орден Трудового Красного Знамени (21.02.1948)
- Медаль «За оборону Кавказа» (01.05.1944)